# Станья
Станья — посёлок в Камызякском районе Астраханской области России. Входит в состав Караулинского сельсовета. Население 258 человек (2013), 97 % из них — русские (2002).

## География
Станья расположен в пределах Прикаспийской низменности в южной части Астраханской области, в дельте реки Волги и находится на трех островах, образованных реками Кизань, Рытый Банк, Кулагинский Банк. Уличная сеть состоит из трёх географических объектов: ул. 1 Мая, ул. Рыбацкая и ул. Советская.
Абсолютная высота 29 метров ниже уровня моря.
Климат
умеренный, резко континентальный, характеризуется высокими температурами летом и низкими — зимой, малым количеством осадков, а также большими годовыми и летними суточными амплитудами температуры воздуха.

## Население
| 2002 | 2006 | 2010 | 2012 | 2013 |
| ---- | ---- | ---- | ---- | ---- |
| 256  | ↘231 | ↘219 | ↗256 | ↗258 |

Национальный и гендерный состав
По данным Всероссийской переписи в 2010 году, численность населения составляла 219 человек (103 мужчины и 116 женщин, 47,0 и 53,0 %% соответственно).
Согласно результатам переписи 2002 года, в национальной структуре населения русские составляли 97 %  от общей численности населения в 259 жителей.
| Национальность | Численность (2010) | Процент |
| -------------- | ------------------ | ------- |
| Русские        | 191                | 88,4%   |
| Украинцы       | 3                  | 1,4%    |
| Не указана     | 22                 | 10,2%   |
| Всего          | 216                | 100%    |

## Инфраструктура
Начальная школа. ФАП.
Развито рыболовство, приусадебное растениеводство.

### Транспорт
Просёлочные дороги. Водный транспорт. 

## Люди, связанные с посёлком
- Шадрин, Адихан Измайлович — писатель, жил и работал в Станье[7].